# コンスティチューション (帆走フリゲート)
コンスティチューション（USS Constitution）、愛称: オールド・アイアンサイズ（Old Ironsides）は、アメリカ海軍の木造船殻、3本マスト、砲数44門のフリゲートである。

## 解説
名前はアメリカ合衆国憲法（United States Constitution）から採られており、世界の航行可能な就役艦船で最古、かつアメリカ海軍の現役艦である。コンスティチューションは、1794年の海軍法で建造を承認された6隻のフリゲートの1隻であり、1797年に進水した。船の設計はジョシュア・ハンフリーズが行い、海軍の主力艦とされたので、当時の標準的なフリゲートよりも大きく、武装も重装備である。
1917年、コンスティチューションは、レキシントン級巡洋戦艦のコンスティチューション（CC-5）に名前を譲るため、オールド・コンスティチューションと改名された。しかし巡洋戦艦コンスティチューションは結局完成されなかったので、コンスティチューションは1925年に元の名前となった。1941年に船腹等級記号IX-21（記号IXは分類されないその他を意味する）とされ、1975年には記号無しとなった。また、世界三大記念艦の一つとされている。

## 艦歴

### 建造と初期の戦歴
コンスティチューションは、マサチューセッツ州ボストンのエドマンド・ハート造船所で、ジョージア州セントシモンズのギャスコイン・ブラフで切り出され製材された弾力性のある2,000本のライブ・オーク材（特にサザン・ライブ・オーク）を使って建造された。コンスティチューションの側板の厚みは7インチ（178 mm）あった。船の構造は当時としては特徴があり、船殻の対角線上に交差する筋違いがあり、船体強度をかなり上げている。側板を止める銅製の釘やボルト、および船腹を守る銅被覆はポール・リビアが鍛造した。1797年にボストン港に進水させるまでに何度か失敗を重ねた。コンスティチューションは、1798年7月2日に初めて出航し、フランスとの擬似戦争で合衆国南東沿岸の警戒にあたった。この作戦行動中に、サントドミンゴのプエルト・プラタに対する水陸両用作戦に参加し、フランスの私掠船サンドウィッチを捕獲し、スペイン砦の大砲を使用不能にした。
1803年、コンスティチューションはエドワード・プレブル艦長指揮の地中海艦隊の旗艦とされ、北アフリカのバーバリに対する戦争に向かった。バーバリは合衆国からの貢ぎ物を要求する代わりに地中海の港へアメリカ商船の寄港を許すという態度に出た。プレブルはトリポリに対して攻撃的な姿勢で臨み、港を封鎖して要塞に艦砲射撃を加えた。最後にトリポリ、チュニスおよびアルジェが平和条約に応じた。
コンスティチューションは、終戦後も2年間、条約の条件を履行させるために北アフリカ海岸の警戒航海を続けた。指揮官は1803年から1805年の間にステファン・ディケイターと他の2人の艦長に順次交代された。
1807年にはボストンに戻り艤装改良工事で2年間を費やされ、1809年にジョン・ロジャース海軍准将の指揮で北大西洋艦隊の旗艦に再就役した。

### 米英戦争
1812年、イギリスとの関係が険悪なものとなり、海軍は戦争の準備を始めた。米英戦争の宣戦布告は6月20日になされた。1810年に指揮官に任命されたアイザック・ハルの指揮で、コンスティチューションは6月12日に命令無しで出港し、港湾封鎖に備えた。ハルの考えはロジャース艦隊の5隻と合流することだった。
コンスティチューションは7月17日にニュージャージー州エッグ・ハーバー沖で5隻の艦影を認めた。翌朝、見張りがそれらの船はイギリス海軍の艦隊であることを確認した。イギリス艦隊もコンスティチューションを視認し追掛け始めた。ハルは風が凪いでいることを感じ取り、熟練した乗組員はボートを下ろして艦を曳航させた。小錨を使って艦の向きを良くし、帆を濡らして重たくし少しの風でも使えるようにした。これでゆっくりとではあるが追いかけるイギリス艦隊との距離を離した。7月の過酷な暑さの中、2日2晩にわたる労苦によって、コンスティチューションは遂に追跡者をまくことに成功した。

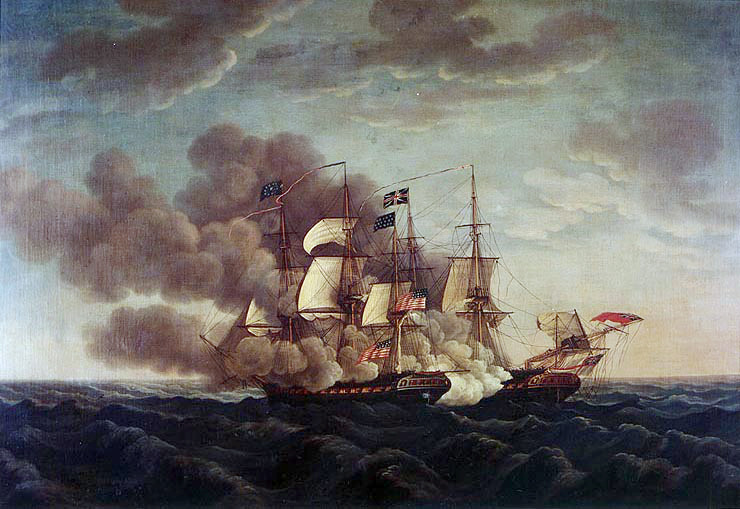
縺れ合った戦いでコンスティチューションはゲリエールの前檣を折った

1ヵ月後の8月19日、コンスティチューションはノバスコシア海岸沖で、イギリス艦隊の1隻やや小さなフリゲートHMSゲリエール（38門艦）と遭遇した。イギリスのフリゲートは射程に入ると砲撃を開始した。ハル艦長は搭載砲による攻撃を止めて、2つの艦がわずか25ヤード（23 m）まで近付いたときに砲撃を開始した。戦闘の間に両艦は3度衝突したが、海兵隊員らのマスケット銃による銃撃が交わされ、乗組員の移乗攻撃を妨げていた。3度目の最後の衝突のときに、ゲリエールの斜檣がコンスティチューションの艤装に絡まった。両艦が引き分かれると、ゲリエールの斜檣を引く力が艤装を通じて衝撃を与えた。ゲリエールはフォアマストを折られ、続いてメインマストも引きずり倒された。マストにひどく損傷を受けたゲリエールは、港への曳航も叶わなくなった。
コンスティチューションは舷側砲の強さと優れた帆走能力を持っていた。また、コンスティチューションはイギリス軍の砲弾を強靱なライブ・オーク製の側板で跳ね返して無傷だったことでイギリス軍水兵を大いに驚かせた。これにちなんで、コンスティチューションは「オールド・アイアンサイズ」（Old Ironsides、「古い鉄の船腹」の意）と渾名された。
この年の12月、ウィリアム・ベインブリッジ指揮となったコンスティチューションは、イギリスの別のフリゲートHMSジャバ（38門艦）と遭遇した。3時間におよぶ戦闘により、ジャバは修繕も出来ないほど破壊され焼却処分にされた。コンスティチューションの勝利はアメリカの市民の士気に大きな昂揚感をもたらした。
その後1815年の終戦までに、修繕や港湾封鎖の影響で長い月日を港の中で過ごしたにも拘わらず、コンスティチューションはチャールズ・スチュワート艦長の指揮で他に8隻を捕獲した。その中には艦隊を組んでいたフリゲートHMSサイアニー（22門艦）とスループ艦レパント（20門艦）を同時に捕獲したことも含まれる。その後6年間の大改装を経て大西洋艦隊の旗艦に戻った。コンスティチューションは1828年にボストンに帰港した。

### 再改造後の1835年の就役
1830年に行われた検査で、コンスティチューションはそれ以上の就役に適さないとされたが、アメリカの世論がその解体に大きな不満を表した。特にオリバー・ウェンデル・ホームズの詩「オールド・アイアンサイズ」が出版された後はその声が大きくなった。アメリカ合衆国議会はコンスティチューションの再建予算案を可決し、1835年に再び就役した。コンスティチューションは地中海と南太平洋で旗艦として従軍し、1844年3月に始まる30ヶ月の世界周航も果たした。1842年には新型のペクサン砲を4門搭載している。
1850年代、コンスティチューションはアフリカ沿岸を奴隷貿易船を探して警戒航海し、南北戦争の間は海軍士官候補生の訓練艦となった。しかし、コンスティチューションは同型艦とともに戦闘艦としては急速に時代遅れとなった。1838年には既に蒸気船が大西洋航路に就航しており、南北戦争中のハンプトン・ローズ海戦では鋼板製あるいは鋼板被覆製の船に対して木造船の弱さが明白になったためである。
前線での活動は制限されたものの、コンスティチューションは海軍と国のために活動を続け、1871年に再改造を受けた後、1878年のパリ万国博覧会に品物を運んだり、練習艦として活動した。1882年の退役後、コンスティチューションはニューハンプシャー州ポーツマスで接待船として使われた。1897年には生誕100周年を記念してボストンに帰港した。

### 1925年の修復

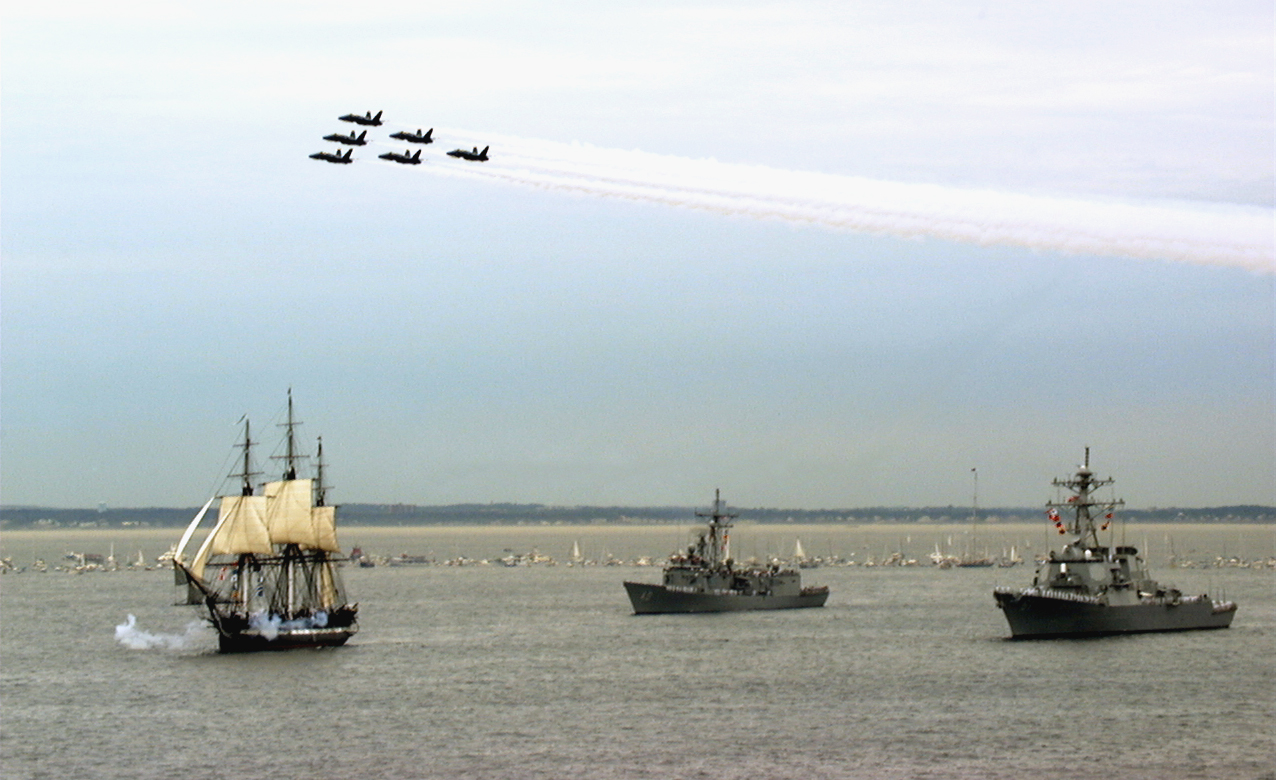
マサチューセッツ湾でミサイル駆逐艦ラメージとミサイルフリゲートハリバートンおよびブルーエンジェルスに護衛され、祝砲を放つコンスティチューション 1997年7月21日

1905年には再び解体の危機に直面したが、大衆の支持により今一度解体を免れた。1917年、レキシントン級巡洋戦艦のコンスティチューション（CC-5）に名前を譲るため、オールド・コンスティチューションと改名された。しかし、巡洋戦艦コンスティチューション（CC-5）は1922年のワシントン海軍軍縮条約に従い1923年に建造中止となった（全体の14%しかできていなかった）ため、コンスティチューションは1925年に元の名前となり、学生や愛国者集団の寄付によって再修理を施された。1931年に再就役し、引き舟に引かれて就航した後は、アメリカ大西洋岸、メキシコ湾岸およびアメリカ太平洋岸の90の港湾都市を訪ねて回った。
3年間の訪問航海中、460万人以上の人がコンスティチューションの見学に訪れた。コンスティチューションはアメリカの象徴としての位置づけを獲得し、母港のボストンに帰港した。1940年にコンスティチューションは永久就役となり、1954年の議会法でアメリカ合衆国海軍長官がその維持管理に責任を負うことになった。
1976年7月11日、アメリカ合衆国の独立200周年を祝うために、イギリスのエリザベス2世とエディンバラ公がボストンを訪れ、指揮官のタイロン・G・マーチンと共にコンスティチューションに乗船した。海軍長官のJ・ウィリアム・ミッデンドーフは、1970年代初期の改修の際に船殻から取り出した建造当時の材木を使って制作した私物箱を女王に進呈した。

### 1992年からの再修理と航海への復帰
1992年から1995年までの44ヶ月をかけて、コンスティチューションは分解修理と改装を施され、十分に海洋を帆走できる状態になった。これはコンスティチューションの保存状態が良かったからであった。この改装では、前の改装の際に時間と費用を節約するために取り除かれていた構造材の多くが再び取り付けられた。これには、例えばハンフリーズの設計で特徴的なホッギング対策の斜補強材が含まれる。
1997年7月21日、コンスティチューションの生誕200周年を祝い、116年ぶりに航海に出た。コンスティチューションはボストンのいつもの桟橋から曳航されてマサチューセッツ州マーブルヘッドの夜間係留所に到着した。このマーブルヘッドへの航海は、チャールズタウンの桟橋を一昼夜離れた1934年以来のことであった。約450名の乗船者には要人も多数含まれ、海軍長官、アメリカ海軍作戦部長、アメリカ海兵隊副司令官（リチャード・I・ニール将軍）、エドワード・ケネディ上院議員および「アメリカの良心」と呼ばれたジャーナリストのウォルター・クロンカイトがいた。海岸から5海里（9 km）ほどの所で、引き綱が下ろされ、指揮官のマイク・ベックが6枚の帆（ジブ、トップセイルおよびドライバー）を張るように命じた。コンスティチューションは自力で40分間南南東に帆走した。風速約12ノット（22 km/h）の風を受けて、最高速度は6.5ノット（12km/h）になった。帆走中に、現代の海軍戦闘艦、ミサイル駆逐艦ラメージとミサイルフリゲートハリバートンが護衛し、オールド・アイアンサイズに栄誉の礼を送った。またブルーエンジェルスが上空を通過し116年振りの航海を祝った。翌日の夕方、チャールズタウンの永久桟橋に戻り、ボストン港のキャッスルアイランドにあるインデペンデンス砦に向かって21発の祝砲を放った。

## 現在

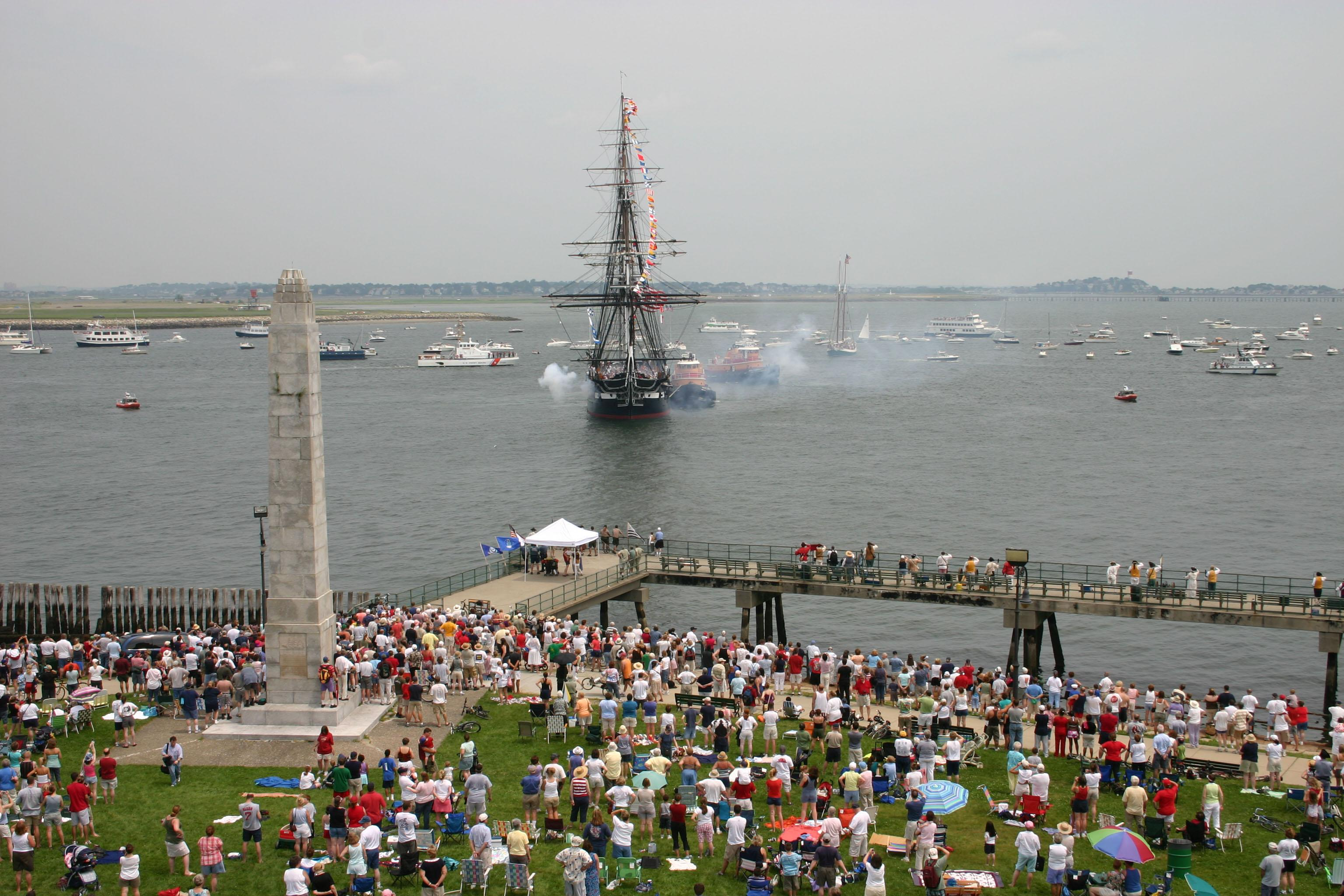
インデペンデンス砦に向かって21発の祝砲を放ったコンスティチューション

現在のオールド・アイアンサイズの役割は、「国の船」であることである。コンスティチューションはアメリカ海軍の歴史で最も有名な艦と考えられている。その使命は、毎年多くの観光客や見物客に海軍を宣伝することである。55名の水兵が儀式や教育的プログラムおよび特別のイベント（帆を張る訓練を含む）に参加し、一年中観光客を迎え、自由見学ができる。乗組員は現役の水兵であり、海軍の特別任務と考えられている。伝統的に艦長の任務は現役の海軍中佐に割り当てられる。
コンスティチューションは航海できる最古の現役艦ではあるが、現存する現役艦の中で就役が一番古いわけではない。イギリスの戦列艦ヴィクトリーはコンスティチューションよりも30年程就役が早い最古の現存艦船ということになっている。ただしヴィクトリーは形式上は現役艦ながら実態は記念艦として、永久に船渠に入ったままである。
コンスティチューションは、アメリカ海軍で敵を沈めた経験のある唯一の現役艦である（かつてはシンプソンも該当していたが、同艦は2015年9月29日に退役している）。
コンスティチューションは、チャールズタウン海軍基地の1号桟橋に係留されているが、この桟橋はボストンのフリーダムトレイルの終端でもある。コンスティチューションは、一年中公開されている。しかしアメリカ海軍の現役艦として、訪問は海軍の規則に従うことになっており、また時に航海に出る時もある。私立のコンスティチューション博物館が近くにあり、2号桟橋の付け根にある復元された造船所の建物が使われている。

## 年譜
- 1797年10月21日 - ボストンのエドマンド・ハート造船所で進水および洗礼。
- 1798年8月 - フランスとの擬似戦争で従軍。
- 1803年 - 1806年 - 地中海艦隊の旗艦、バーバリ戦争。
- 1812年 - 1815年 - イギリスとの米英戦争。
  - 1812年8月19日 - イギリスのフリゲートHMSゲリエール（38門艦）を破る。敵の砲弾を船腹が跳ね返したので、オールド・アイアンサイズの渾名が付く。
  - 1812年12月29日 - イギリスのフリゲートHMSジャバと他に5隻の小さな船を捕獲。
  - 1815年2月20日 - イギリスのフリゲートHMSサイアニーとスループ艦・レパントを捕獲。
- 1828年 - 1830年 - ボストンで係船。解体を宣告されたが、オリバー・ウェンデル・ホームズの詩「オールド・アイアンサイズ」に救われる。
- 1844年3月 - 30ヶ月世界周航を開始。
- 1920年 - レキシントン級巡洋戦艦USSコンスティチューション（CC-5）に名前を譲るため、オールド・コンスティチューションと改名。
- 1923年 - USSコンスティチューション（CC-5）の建造中断。コンスティチューションは元の名に戻る。
- 1931年 - 1934年 - 国内90の都市を巡回し、ボストン港に戻る。
- 1957年 - ノルウェーの帆船クリスチャン・ラディックが来訪し、映画「ウィンドジャマー」を撮影。映画はアメリカで1958年に公開。映画のシーンはボストンとポーツマスでも撮影。
- 1960年12月19日 - アメリカ合衆国国定歴史建造物に指定[3]。
- 1972年 - 1975年 - アメリカ合衆国独立200周年祭の準備で改装。最初の木材の一部が取り除かれる。
- 1976年 - 独立200周年祭の際にエリザベス2世が来艦。
- 1996年3月 - 1997年 - 44ヶ月の改装完成。
- 1997年7月21日 - 116年振りの航海。

## 登場作品

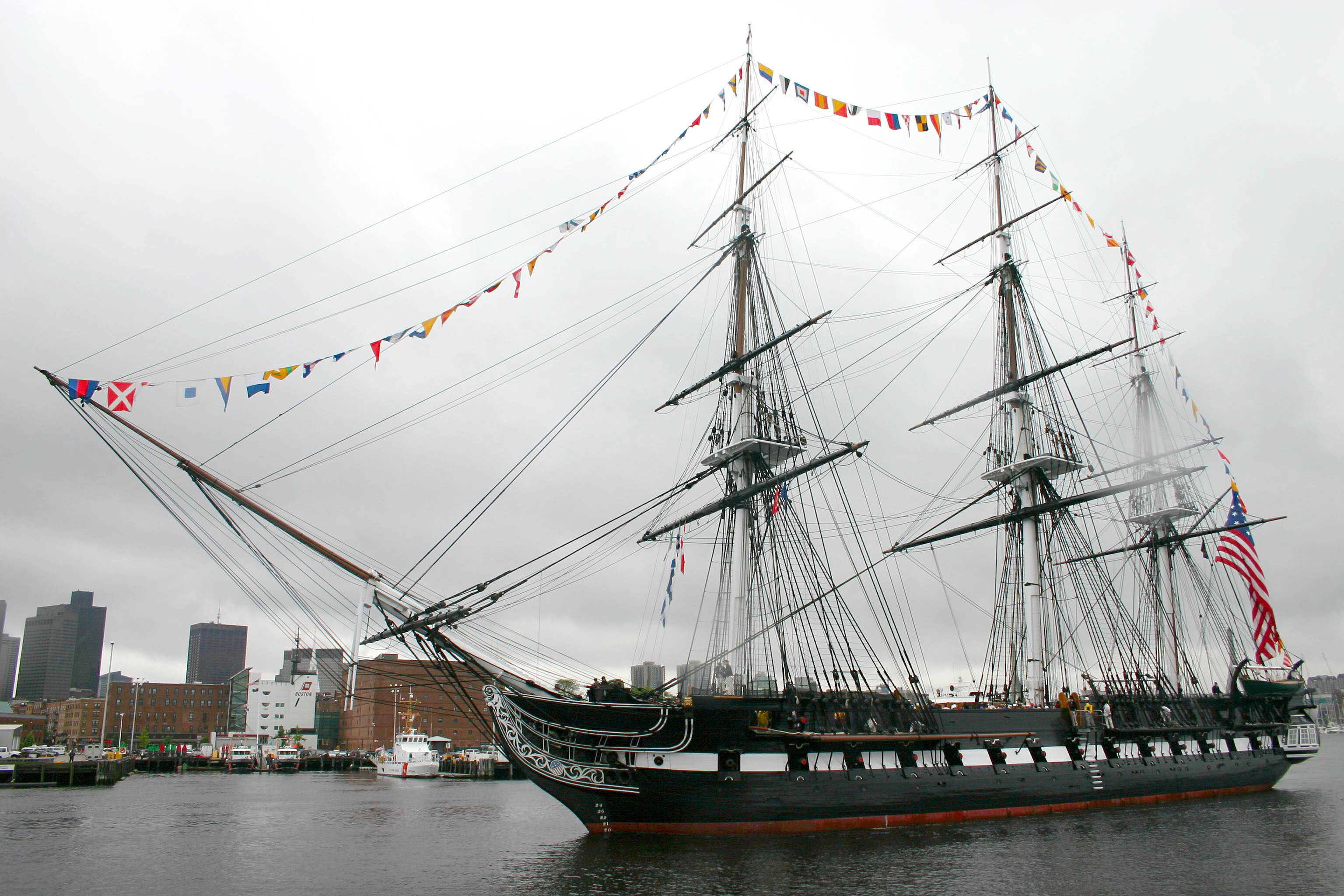
毎年の巡航に出るコンスティチューション

- コンスティチューションは1926年の無声映画『オールド・アイアンサイズ』で航行可能な模型を使って撮影された。映画は第一次バーバリ戦争の戦闘を劇化したものである。見所として、捕獲されたUSSフィラデルフィアにスティーヴン・ディケイターが乗り移るシーン、ケッチ船USSイントレピッドのリチャード・サマーによる破壊シーンおよび3本マストのバーケンティンS.N.キャッスル（トリポリ侵略者を表象）が沈没するシーンが挙げられる。
- C. S. フォレスターの小説ホーンブロワーシリーズ第3巻『砲艦ホットスパー』（Hornblower and the Hotspur）では、スペインのカディス港で、HMSホットスパーがコンスティチューションの隣の桟橋に係留されている。ホットスパーはバーバリの海賊に対する作戦行動中にそこを訪れた。
- コンスティチューションのHMSジャバとの戦闘は、パトリック・オブライアンの『オーブリー&マチュリンシリーズ』第6巻『ボストン沖、決死の脱出行』（The Fortune of war）に登場する[8]。
- 映画『マスター・アンド・コマンダー』（原作は『オーブリー&マチュリンシリーズ』第10巻『南太平洋、波瀾の追撃戦』（The Farside of the World））に登場する想像上のフランスのフリゲート・アケロンの映像は、コンスティチューションの船尾から船首までの画像を使ってコンピュータ処理されたものとなった[9]。アケロンはアメリカ人によってボストンで造られたことになっている。ただし、原作の小説にはアケロンが登場していない。
- アニメ『G.I.ジョー・シリーズ』の逸話ではコブラ・コマンダーが電子技術を使ってその旗艦を不死身の近代戦艦に変えたコンスティチューションで航海する。
- ウィズキッズ・ゲーム『革命の海賊』ではコンスティチューションが操作できる船になっている。
- クライブ・カッスラーの小説では『ロマノフの幻を追え』（Fire Ice）などに、戦闘場面にコンスティチューションが登場する話がある。
- テレビの空想科学作品『スタートレックシリーズ』のひとつ『宇宙大作戦』の時代に登場するUSSエンタープライズ（NCC-1701）は、コンスティチューションに因んで名づけられたコンスティチューション級宇宙船である。
- 核戦争後の荒廃したボストンを舞台としたゲーム『Fallout 4』では、コンスティチューションが（文明が滅びてから200年以上経過した作中の時代においても）ほぼ原形を留めた状態で登場する。

## 都市伝説
1997年8月6日、海軍長官ジョン・H・ダルトンはアイアンサイズについて演説を行った。ダルトンは、米英戦争の一部としての旅の詳細を、ボストンを出航してジャマイカからポルトガルのアゾレス諸島に行き、イギリスに行って5隻の戦列艦を打ち破り、12隻のイギリス商船を沈め、続いて武装解除してスコットランドのファース・オブ・クライドに行ってウイスキーの蒸留所を襲ってからボストン港に2月23日に帰ったと語った。話のポイントは海軍と海兵隊には「スピリット」（精神と酒、両方に掛けている）があり、ノン・アルコール飲料を飲むことに頼っていないということであった。しかし、話が詳細にわたっており、電子メールでしばしば流されている事実や個人の「海軍史」ウェブサイトに登場してはいるが、これは確実に作り話である。艦船がスコットランドの近くに行ったとか多くの艦船と交戦したという記録は無い。さらに、この伝説は乗組員が毎日2ガロン（8リットル）以上のアルコールを消費しなければならない。
この話のあるバージョンは1812年から1813年の旅としているが、他のバージョンは1779年から1780年としている（アイアンサイズは1797年就役なので、これはありえない）。この話の元は不明である。アメリカ海軍の海洋学者が定期的に刊行している「海洋学船、前と後ろ」に載っているという報告もあるが、これは都市伝説の装飾に過ぎない。その他の情報源は「合衆国大西洋指揮、合同訓練、分析および模擬実験センター」だという。

### アメリカ海軍
- Official USS Constitution homepage[リンク切れ]
- Old Ironsides' Battle Record - ウェイバックマシン（2001年1月5日アーカイブ分）, including original documents
- Artwork of Constitution in the War of 1812 escaping the British fleet and capturing HMS Guerriere - ウェイバックマシン（2003年4月7日アーカイブ分）
- Constitution's U.S. Navy Fact File entry[リンク切れ]
- Constitution's Naval Vessel Registry entry[リンク切れ]

### 一般
- The Captain's Clerk[リンク切れ]
- USS Constitution Museum
- local.live.com Bird's Eye View of USS Constitution at port[リンク切れ]
- Biography of Captain Charles Stewart of the USS Constitution[リンク切れ]
- Maritimequest USS Constitution Photo Gallery
- Boston National Historical Park Official Website

| 先代 オールドノースチャーチ | ボストンのフリーダムトレイル USS Constitution | 次代 バンカーヒル記念塔 |